# Priscilla Barrett
Priscilla Barrett (* 4. Mai 1944 in Kapstadt) ist eine südafrikanisch-britische Wildtierillustratorin. Sie lebt und arbeitet in Cambridge.

## Leben
Barrett wurde in ihrer Kindheit und Teenagerzeit von Künstlern wie Edmund Caldwell und Maurice Wilson inspiriert. Sie studierte an den Universitäten von Kapstadt und Stellenbosch Sprachen und Lehramt. Ihre mehrjährigen Verhaltensstudien über Wildtiere führten 1976 zu einer Vollzeitkarriere als Illustratorin. 1987 wurde sie gewähltes Mitglied der Society of Wildlife Artists (SWLA). Sie hatte Ausstellungen in Cambridge, London, Brighton sowie Lavenham und illustrierte mehrere Bücher über Säugetiere. Sie fertigt ihre Zeichnungen und Illustrationen mit Aquarellfarben, Pastellfarben, Buntstift, Bleistift oder Tusche an.
Barrett war von 1980 bis 2012 mit dem Neurobiologen Gabriel Horn (1927–2012) verheiratet.

## Illustrierte Werke
- Jenny Leggatt: Herbs for Presents, 1979
- Leofric Boyle (Hrsg.): The RSPCA book of British mammals, 1981
- Tim H. Clutton-Brock, Fiona E. Guinness, Steve D. Albon: Red Deer Behavior and Ecology of Two Sexes, 1982
- David Macdonald: Running with the Fox, 1987
- John Stidworthy:  A Year In The Life: Tiger, 1987
- John Stidworthy:  A Year In The Life: Badger, 1987
- David Macdonald: The Encyclopaedia of Mammals, 1989
- David Macdonald: Expedition to Borneo: The Search for Proboscis Monkeys and Other Creatures, 1992
- David Macdonald: Mammals of Europe, 1993
- David Macdonald: Collins Field Guide to the Mammals of Britain and Europe, 1993
- David Macdonald: European Mammals Evolution and Behaviour, 1995
- James Serpell: The Domestic Dog Its Evolution, Behaviour and Interactions with People, 1995
- S. Keith Eltringham: The Hippos: natural history and conservation, 1997
- Carolyn M. King: The Handbook of New Zealand Mammals, 1998
- Derek W. Yalden: The History of British Mammals, 1999
- David L. Pearson, Les Beletsky: Traveller’s Wildlife Guides – Ecuador and the Galapagos Islands, 2004
- Les Beletsky: Traveller’s Wildlife Guides – Costa Rica, 2004
- David L. Pearson, Les Beletsky: Traveller’s Wildlife Guides – Peru, 2004
- Les Beletsky: Traveller’s Wildlife Guides: Southern Mexico: The Cancun Region, Yucatan Peninsula, Oaxaca, Chiapas, and Tabasco, 2006
- Adam Grogan: A Guide to Animals on Schedule 9 of the Wildlife and Countryside Act, 2008
- Charles M. Francis: A Guide to the Mammals of Southeast Asia, 2008
- Luke Hunter: A Field Guide to the Carnivores of the World, 2011 (deutsch: Raubtiere der Welt – Ein Feldführer, 2012)
- Assad Adel Serhal, Saeed Abdulla Alkhuzai: Field Guide to the Mammals of the Middle East, 2015
- Luke Hunter: Wild Cats of the World, 2015